# Daniel Jensen
 Der er flere personer med dette navn, se Daniel Jensen (flertydig).
Daniel Jensen (født 25. juni 1979 i København) er en tidligere professionel fodboldspiller fra Danmark. Daniel Jensen er bror til den tidligere venstreback, Niclas Jensen.

## Karriere
Han spillede for en række udenlandske klubber, bl.a. den tyske Bundesligaklub Werder Bremen, hvor han spillede i syv år. Efter kontrakten med Werder Bremen udløb i 2011, stod Jensen uden kontrakt i et halvt år, inden han skrev kontrakt med det italienske hold Novara Calcio. Opholdet i Italien var dog ingen succes, da han ikke var spilleberettiget. Han blev derfor løst fra kontrakten med Novara, og efter en periode som klubløs blev Daniel Jensen tilknyttet F.C. København på en kontrakt gældende for forårssæsonen 2013, men F.C. København valgte ikke at forlænge denne.

### SønderjyskE
Den 19. september 2013 indgik Jensen en kontrakt med Superligaklubben SønderjyskE gældende frem til 31. december 2013. Aftalen blev i januar 2014 forlænget med et halvt år. Derefter indstillede Jensen karrieren.

### Landshold
Han spillede 52 landskampe og scorede tre mål for Danmarks fodboldlandshold. Herudover spillede han 25 undgomslandskampe.